# Ethelsville
Ethelsville ist ein Ort im Pickens County, Alabama, USA. Die Gesamtfläche des Ortes beträgt 1,5 km². 2020 hatte Ethelsville 49 Einwohner.

## Demographie
Nach der Volkszählung aus dem Jahr 2000 hatte Ethelsville 81 Einwohner, die sich auf 37 Haushalte und 23 Familien verteilten. Die Bevölkerungsdichte betrug somit 54,9 Einwohner/km². 86,42 % der Bevölkerung waren weiß, 13,58 % afroamerikanisch. In 21,6 % der Haushalte lebten Kinder unter 18 Jahren. Das Durchschnittseinkommen betrug 29.375 Dollar pro Haushalt, wobei 33,9 % der Bevölkerung unterhalb der Armutsgrenze lebten.